# Igreja de Santa Cruz (Praia da Vitória)

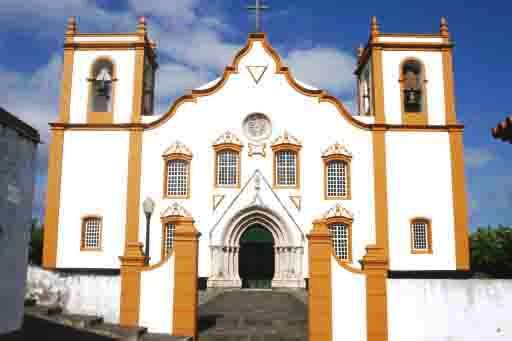
Igreja Matriz de Santa Cruz, Praia da Vitória.

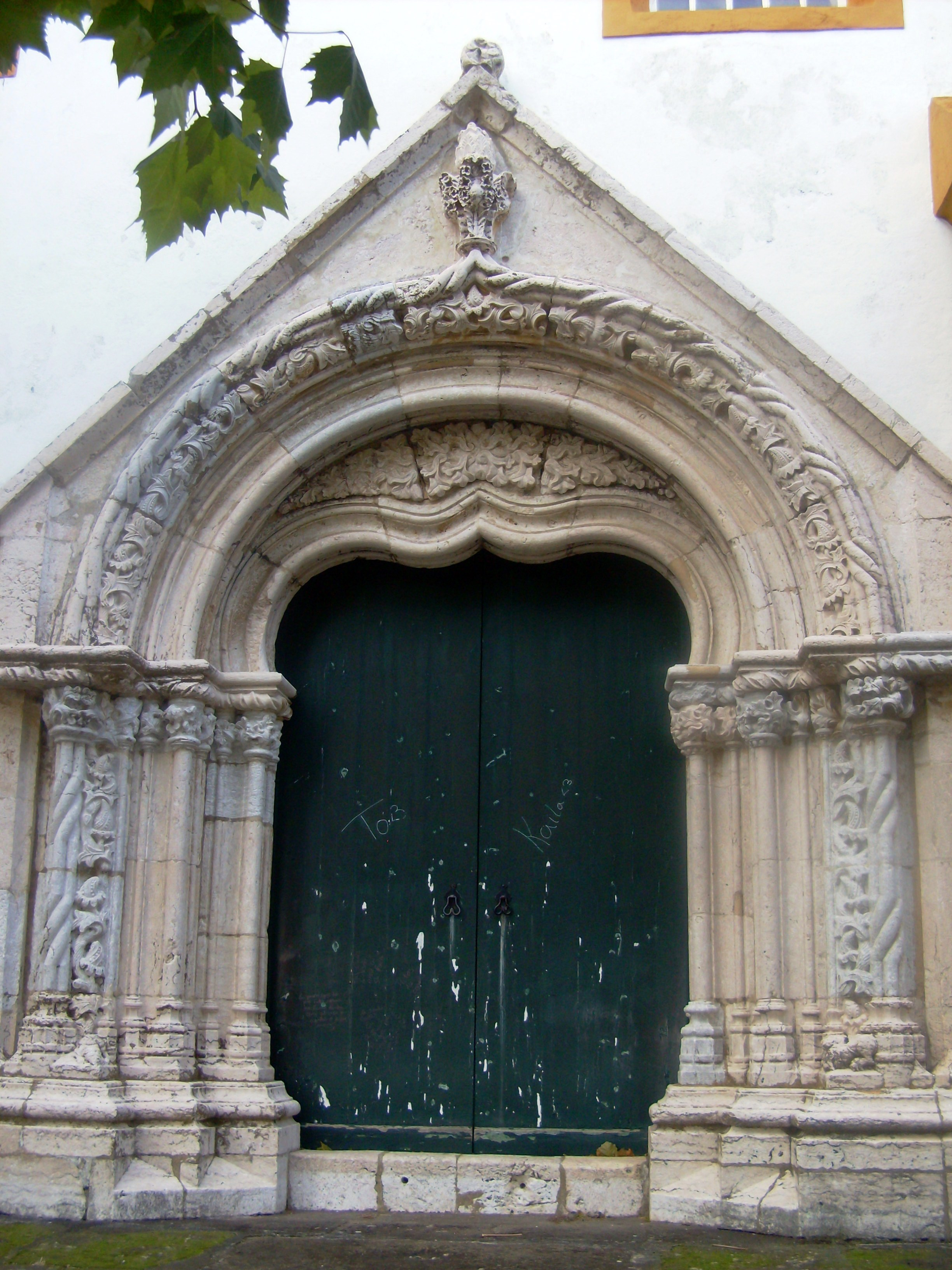
Igreja Matriz de Santa Cruz: portal manuelino.

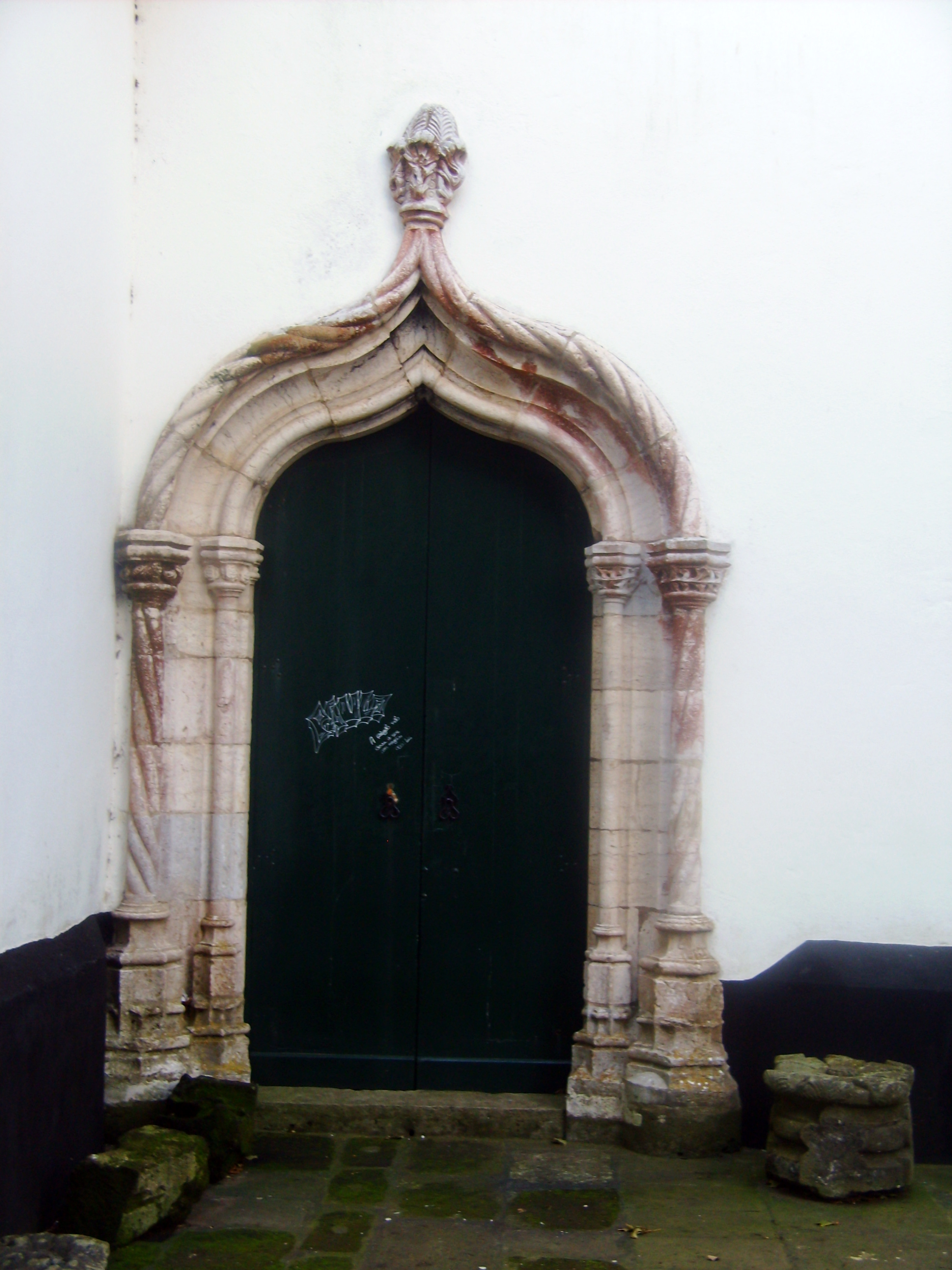
Igreja Matriz de Santa Cruz: portal manuelino.

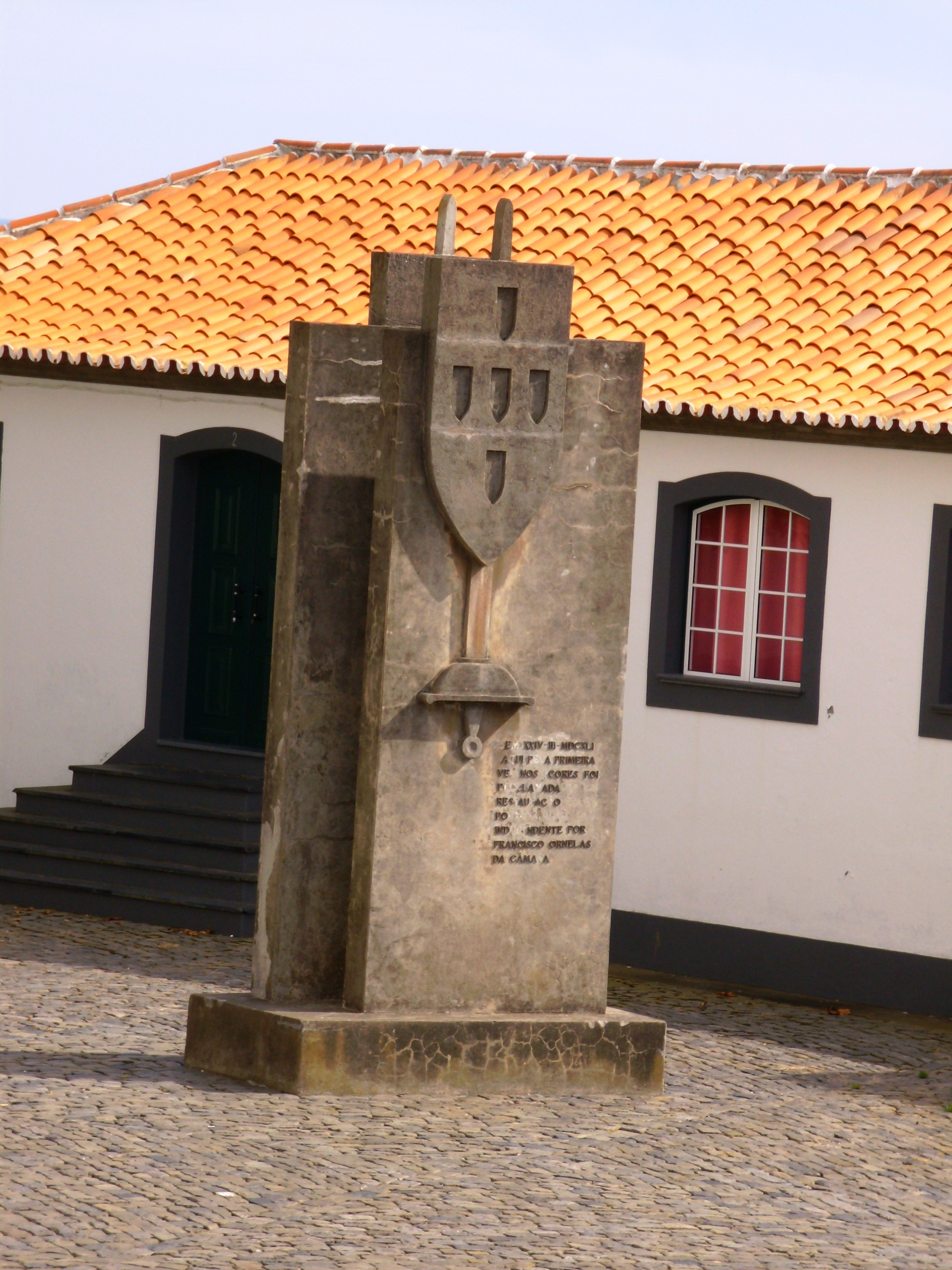
Monumento evocativo à Restauração Portuguesa, erguido pelo Estado Novo no adro da igreja.

A Igreja Matriz de Santa Cruz, também referida como Igreja Paroquial de Praia da Vitória e Igreja de Santa Cruz, localiza-se no centro histórico da cidade de Praia da Vitória, freguesia de Santa Cruz, município da Praia da Vitória, na ilha Terceira, nos Açores.
Sendo o maior templo religioso do município, encontra-se classificada como Imóvel de Interesse Público pela Resolução nº 41, de 11 de Junho de 1980.

## História
Segundo o pesquisador Alfredo da Silva Sampaio, a sua fundação data de 1456, erguida pelo primeiro capitão do donatário, Jácome de Bruges, que aqui se fixou. Foi sagrada em 24 de Março de 1517 pelo bispo D. Duarte, que veio de visita aos Açores. Na ocasião, D. Duarte depositou várias relíquias numa caixa, na parede do altar-mor.
Reconstruída em 1577, nesta ocasião o rei D. Sebastião ofereceu-lhe as magníficas portadas de mármore em estilo manuelino. Sofreu alterações posteriores, nomeadamente em 1810 e 1842, em função dos grandes terramotos que assolaram a ilha em:
- 24 de Maio de 1614;
- 24 de Junho de 1810;
- 15 de Junho de 1841 e
- 1 de Janeiro de 1980.

Do terramoto de 1614, o padre António Vieira recordou, em sermão proferido na Bahia, em 1637:
"...tudo destruiu, com excepção do púlpito da Matriz, a Cadeia e o Hospital; símbolos da Verdade, da Justiça e da Misericórdia."
O seu órgão de tubos foi construído em madeira de mogno em 1793 por António Xavier Machado e Cerveira, tendo sofrido intervenção de restauro em 1991 sob os cuidados de Dinarte Machado.

## Características
A igreja é constituída por um corpo principal, de planta rectangular, pelo corpo da capela-mor, também de planta rectangular, com largura aproximadamente igual à da nave central, ladeada por duas torres sineiras, uma de cada lado da fachada principal, e por diversos corpos rectangulares (correspondentes aos absidíolos, às capelas laterais, à sacristia e a outros anexos) adossados a ambos os lados dos corpos das naves e da capela-mor.
Na fachada, rasga-se a portada principal, em estilo manuelino, inserida num gablete acima do qual se situa uma pequena rosácea, em estilo gótico. Na fachada rasgam-se ainda seis janelas: uma de cada lado do portal, ao nível inferior, e duas de cada lado do gablete, ao nível superior. Distribuídas na fachada destacam-se quatro cartelas: uma triangular, junto ao vértice superior da fachada, com a inscrição "REPARATA SUB / ANO 1843 A RU / INA TERRÆ MOTUS 15 / JUNII / 1841"; uma rectangular, entre o vértice do gablete e a rosácea, com a inscrição "SACRATA / 1517"; duas triangulares, uma à esquerda outra à direita do gablete, respectivamente com as inscrições "FUNDA / TA / 1456" e "REPARA / TA / 1810".
Pelos dois lados é acedida por portais em estilo manuelino, conforme registrado pelo historiador Pedro de Merelim:
"Os portais em estilo manuelino, que se admiram na face oeste e na face sul, enviou-os para a Terceira, nos fins do Séc. XVI, D. Manuel ou D. Sebastião.
A entrada principal deste templo tem uma aparência nitidamente gótica (...) semelhante às que, do Séc. XIII à primeira metade do Séc. XV resguardavam os portais nobres (...), evocando o conjunto dos portais célebres de S. Francisco de Santarém e o Mosteiro da Batalha." (MERELIM, Pedro de. in: Freguesias da Praia.)
Ainda sobre eles, o professor Virgílio Correia registrou:
"Qualquer dos monumentos teve o seu lugar marcado numa colectânea de portais da arquitectura manuelina.
"O arcaísmo dos gabletes torna as mesmas peças únicas. Pela forma dos arcos, plenos, quebrados e ultrapassados pela decoração vegetalista típica, pela composição geral, são ambos exemplares dignos de atenção revelando obra (...) dentro dos cânones da construção peninsular ao começo de quinhentos."
O seu interior, ricamente decorado, divide-se em três naves, separadas por duas séries de seis arcos de volta perfeita apoiados em pilares de seção quadrada. Nele destacam-se a capela-mor, a Capela do Santíssimo Sacramento e a Capela de Nossa Senhora do Rosário, com rica talha dourada em estilo barroco, as abóbadas nervuradas das capelas laterais, também em estilo manuelino, e a Capela do Senhor dos Aflitos, com um retábulo de madeira disposto em oito painéis, em estilo renascentista. Também são dignas de menção, no batistério, uma pia batismal em mármore e, nas duas primeiras colunas dos arcos que dividem o templo, as pias de água benta, que se acredita foram oferecidas por Manuel I de Portugal, e um antigo e raro lustre de madeira.
A Capela do Santíssimo, dos séculos XVII e XVIII, destaca-se pelo seu retábulo em talha dourada e pelo pórtico em ferro forjado.
Na sacristia destacam-se um magnífico arcaz de madeira de jacarandá e uma mesa oval, de pedra de lioz.
Várias peças de arte sacra integram um tesouro que conta com raras imagens e alfaias religiosas. Entre elas destacam-se:
- um Menino Jesus de alabastro em caixa de prata - o Menino Jesus do Agrado Real, datado do século XVII, proveniente do antigo Mosteiro de Jesus. Esta imagem foi solicitada por empréstimo quando do nascimento dos filhos de Maria II de Portugal.
- uma caldeirinha de água benta, com grande valor pela sua antiguidade, supondo-se que vem do tempo da fundação.
- uma importante colecção de esculturas com peças que remontam ao século XVI, nomeadamente:
  - uma imagem de São Cosme, escultura flamenga do século XVI, que conquistou, em 1991, o primeiro lugar em peças de arte de influência flamenga, na exposição Europália, realizada na Bélgica; e
  - uma rara escultura de marfim indo-português policromado do século XVIII.
- peças de ourivesaria, algumas das quais executadas por ourives locais. Das duas custódias existentes, uma é do ourives praiense Jácome Jerónimo de Lemos.
- peças de cerâmica e de faiança.

Os dois sinos grandes são de 1473 o de menor dimensão data de 1857.